# Guido Malatesta
Guido Malatesta (Gallarate, 1º maggio 1919 – Roma, 14 giugno 1970) è stato un regista cinematografico, sceneggiatore e giornalista italiano.

## Biografia
Inizia a lavorare come giornalista professionista; dopo il trasferimento a Roma si avvicina al cinema, come ideatore di soggetti, poi sceneggiatore e aiuto regista, per approdare alla regia nel 1956, con il film I miliardari. Negli anni sessanta, seguendo la voga del periodo, firma alcuni film con il nome americanizzato di James Reed. Continuerà a realizzare film sino a pochi giorni dalla morte sopravvenuta nel 1970.

## Filmografia

### Regista
- I miliardari (1956)
- El Alamein (1957)
- Valeria ragazza poco seria (1958)
- Agosto, donne mie non vi conosco (1959)
- La strada dei giganti (1960)
- La furia dei barbari (1960)
- Goliath contro i giganti (1961)
- Maciste contro i mostri (1962)
- Maciste contro i tagliatori di teste (1963)
- La rivolta dei barbari (1964)
- Il vendicatore dei Mayas (1965)
- L'incendio di Roma (1965)
- I predoni del Sahara (1965)
- Missione apocalisse (1966)
- Come rubare un quintale di diamanti in Russia (1967)
- Il figlio di Aquila Nera (1968)
- Samoa, regina della giungla (1968)
- Tarzana, sesso selvaggio (1969)
- Le calde notti di Poppea (1969)
- Formula 1 - Nell'inferno del Grand Prix (1970)
- Riuscirà il nostro eroe a ritrovare il più grande diamante del mondo? (1971)

### Sceneggiatore
- Fuoco nero, regia di Silvio Siano (1951)
- Sul ponte dei Sospiri, regia di Antonio Leonviola (1953)
- Per salvarti ho peccato, regia di Mario Costa (1953)
- La barriera della legge, regia di Piero Costa (1954)
- Incatenata dal destino, regia di Enzo Di Gianni (1956)
- Guaglione, regia di Giorgio Simonelli (1956)
- Giuditta e Oloferne, regia di Fernando Cerchio (1959)
- Zorro contro Maciste, regia di Umberto Lenzi (1963)
- Sansone contro i pirati, regia di Tanio Boccia (1963)
- Il segno di Zorro, regia di Mario Caiano (1963)
- L'invincibile cavaliere mascherato, regia di Umberto Lenzi (1963)
- Caterina di Russia, regia di Umberto Lenzi (1963)
- Anthar l'invincibile, regia di Antonio Margheriti (1964)
- Una bara per lo sceriffo, regia di Mario Caiano (1965)
- Lo sceriffo che non spara, regia di José Luis Monter e Renato Polselli (1965)
- Le spie uccidono in silenzio, regia di Mario Caiano (1966)